# Sirodochiella rhodella
Sirodochiella rhodella är en svampart som beskrevs av Höhn. 1925. Sirodochiella rhodella ingår i släktet Sirodochiella, divisionen sporsäcksvampar och riket svampar.   Inga underarter finns listade i Catalogue of Life.